# قائمة مواضيع علم التغذية
التغذية هي دراسة العلاقة بين النظام الغذائي وحالات الصحة والمرض. يتراوح نطاق علوم التغذية من سوء التغذية إلى الصحة المثالية. كثير من الأمراض والأعراض الشائعة يمكن منعها أو تخفيفها بتغذية أفضل. ويسمى أيضا بعلم التغذية.

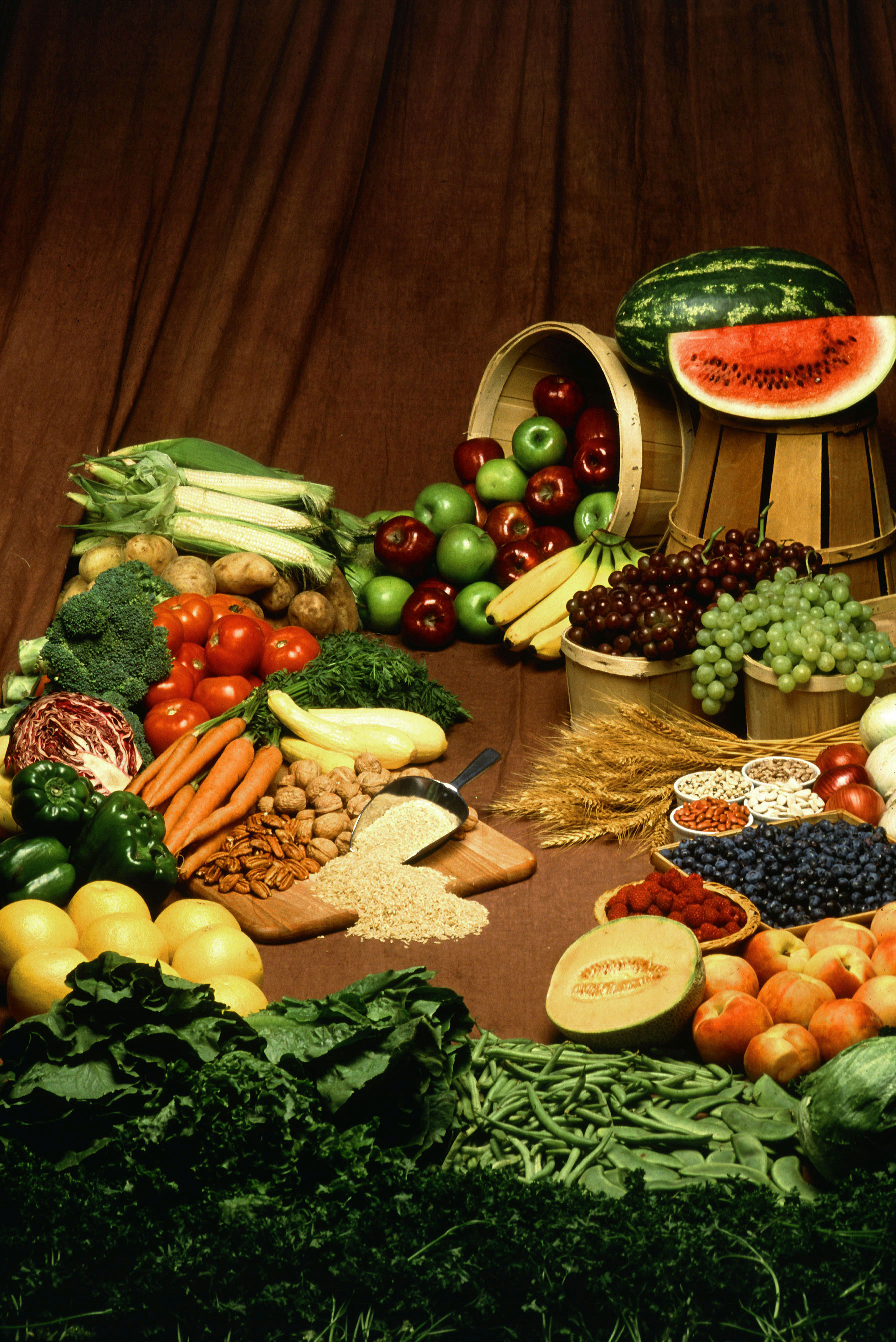
مواد غذائية طبيعية طازجة.

المواضيع التالية هي المواضيع التي تدخل في صلب علم التغذية. التغذية هي دراسة تتداخل فيها عدة امور رئيسية مثل الصحة والمرض الطعام الحميات الغذائئية المكونات الغذائية وغيرها

## أسس التغذية
Main article: تغذية
- حمية غذائية Diet
- إنقاص الوزن Dieting
- الطعام
- معالجة بالغذاء
- علم الغذاء
- الصحة والغذاء
- خرافات تغذوية

## فروع التغذية
- علم الوراثة التغذوية (Nutrigenetics)
- تأثير التغذية على الجينات (Nutrigenomics)
- علم تأثير التغذية على صحة الانسان من خلال تعديل الجينات Nutriepigenomics
- فسيولوجيا التغذية Nutrition physiology
- تغذية ما قبل الولادة
- تغذية الرياضيين
- توعية تغذوية
- القياسات الجسمية بالتغذية
- طب السمنة

## الفيتامينات
- الفيتامينات

- فيتامين ب1
- نياسين
- فيتامين ب6
- فيتامين ج
- توكوفيرول
- العلاج بجرعات فيتامينات بكميات كبيرة علاج جرعات الفيتامينات الضخمة

## المغذيات

### مغذي

#### البروتينات
- البروتين الكامل
- دمج البروتين
- البروتينات بالتغذية

##### الحمض الاميني

مخطط فيين لتصنيف الأحماض الأمينية إلى زمر

- قائمة الاحماض الامينية
  - ألانين
  - أرجنين
  - حمض الأسبارتيك
  - أسباراجين
  - سيستين
  - حمض الجلوتاميك
  - جلوتامين
  - غليسين
  - هستيدين
  - إيزوليوسين
  - ليوسين
  - لايسين
  - ميثيونين
  - فينيل ألانين
  - برولين
  - سيرين
  - ثريونين
  - تريبتوفان
  - تيروسين
  - فالين
- أحماض امينية أخرى
  - ثيانين
- سلسلة الأحماض الأمينية المشبعة
- الأحماض الأمينية المنتجة للغلوكوز

#### الدهون
- قائمة الاحماض الدهنية غير المشبعة ترجم [الإنجليزية]
- قائمة الاحماض الدهنية المشبعة ترجم
- فحص عدد اليود لتحديد نسبة الإشباع للأحماض الدهنية
- تكوين الحمض الدهني (Fatty acid synthesis) ترجم [الإنجليزية]
- جليسريدات ثلاثية متوسطة الحلقات

##### الدهون المشبعة
- حمض الزبدة
- حمض الهكسانويك
- حمض الأوكتانويك
- حمض الديكانويك
- حمض الغار
- حمض الميريستيك
- حمض البنتاديكانويك
- حمض النخيل
- حمض الهبتاديكانويك
- حمض الشمع
- حمض الأراكيديك
- حمض البيهينيك
- حمض الليغنوسيريك

##### دهن غير مشبع
- Myristol
- Pentadecenoic
- Palmitol
- Heptadecenoic
- حمض الزيت
- Eicosen
- Erucic acid
- Nervonic acid

##### دهون عديدة اللاإشباع
- حمض لينولييك
- حمض اللينولينيك
- ستياردون حمض الستياريدونيك
- حمض ميد
- حمض الأراكيدونيك
- حمض الإيكوسابنتاينويك (EPA)
- حمض الدوكوسابنتاينويك (DPA)
- حمض الدوكوساهكساينويك (DHA)

##### الاحماض الدهنية الضرورية
- الاحماض الدهنية الضرورية
- حمض دهني أوميغا-3:
  - حمض الإيكوسابنتاينويك
  - حمض الدوكوساهكساينويك
- حمض دهني أوميغا-6:
  - حمض غاما-اللينولينيك
  - حمض ديهومو-غاما-اللينولينيك
  - حمض الأراكيدونيك

##### دهون أخرى
- أوميغا 3
- أوميغا 6
- الكوليسترول
- دهن تقابلي (trans fat)
- دهون بينية

##### Fat substitutes
- Simplesse

#### السكريات

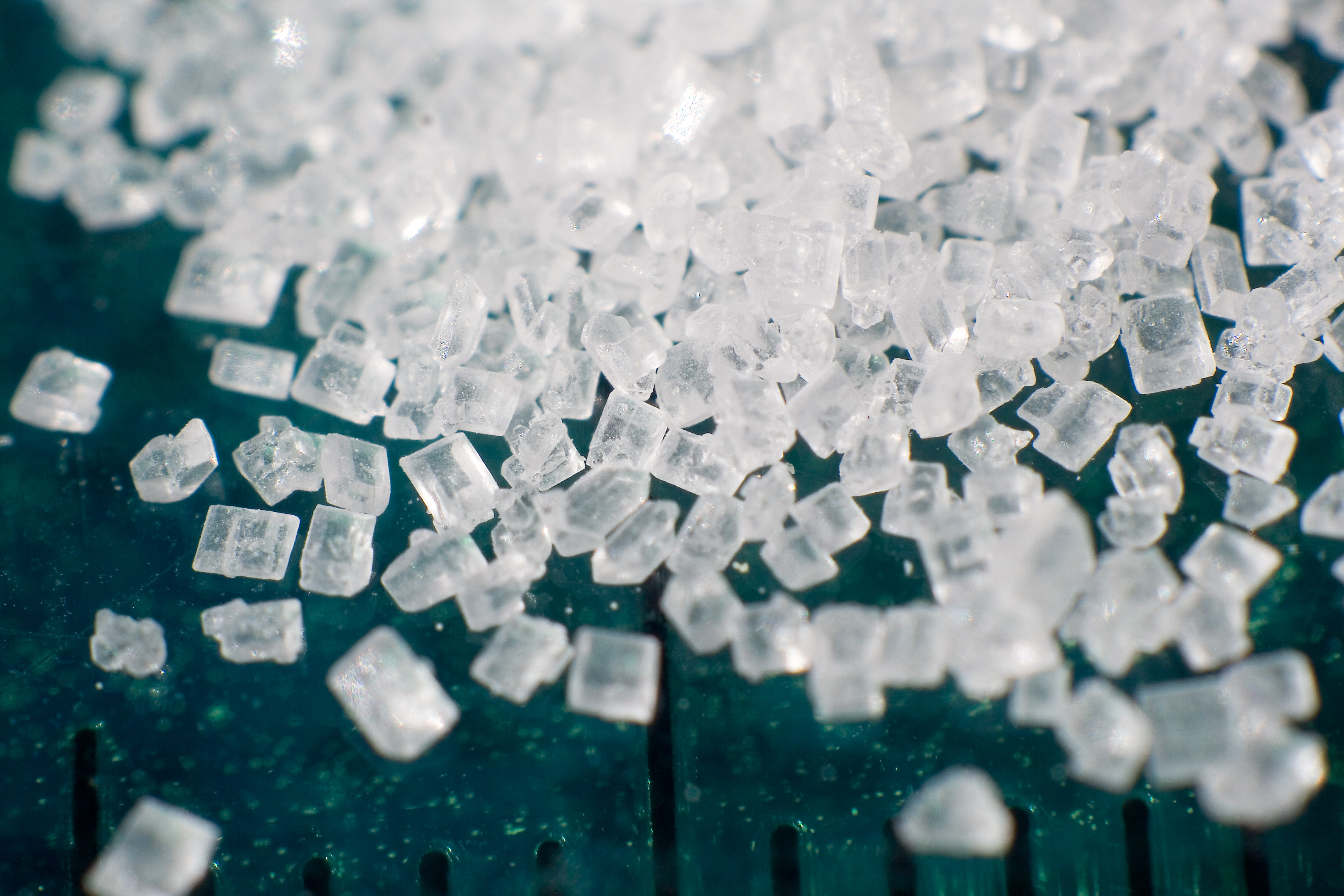
سكر الطعام

##### Dietary fiber
- الياف غذائية ذائبة
- األياف غذائية غير ذائبة

##### السكر
- السكريات الاحادية
  - الفركتوز
  - الغلاكتوز
  - الغلوكوز
- السكريات الثنائية
  - لاكتوز
  - مالتوز
  - سكروز
- الكحول

##### مواضيع عن السكريات
- تأثير السكر على الصحة.
- قائمة المحليات غير المكررة
- المحليات الصناعية
  - أسيسلفام البوتاسيوم
  - أليتام
  - أسبرتام
  - سيكلامات الصوديوم
  - Dulcin دولسين
  - Neohesperidine dihydrochalcone E959
  - Neotame
  - P-4000
  - سكارين
  - سكرالوز
- Natural sugar substitutes
  - Brazzein
  - Curculin
  - إريثريتول
  - فركتوز
  - Glycyrrhizin
  - غليسرول، E422
  - Hydrogenated starch hydrolysates
  - إسومالت
  - لاكتيتول – , E966
  - Mabinlin x
  - مالتيتول
  - مانيتول
  - Miraculin
  - Monellin
  - Pentadin
  - سوربيتول
  - ستيفيا سكرية
  - تاغاتوز
  - ثوماتين
  - زيليتول

### المغذيات الصغرى

#### الفيتامينات
- نقص الفيتامين
- متعدد الفيتامين متعدد الفيتامينات
- فيتامين ألف
- مجموعة فيتامين B
  - فيتامين B1
  - فيتامين B2
  - نياسين B3
  - فيتامين بي5
  - فيتامين ب6
    - بيريدوكسين
    - بيريدوكسال
    - بيريدوكسامين

  - بيوتين
  - أدينوسين أحادي الفوسفات
  - فوليك اسيد
  - Vitamin B12 (cyanocobalamin)
  - Choline
  - Inositol
- فيتامين سي (ascorbic acid)
- فيتامين دي
- فيتامين إي
- فيتامين ك
- بيوتين
- كاروتينات
  - ألفا كاروتين
  - بيتا كاروتين
  - Cryptoxanthin
  - لوتين
  - ليكوبين
  - زياكسانثين Zeaxanthin
- حمض الفوليك

#### المعادن
- بورون
- كالسيوم
- كلوريد
- كروم
- نحاس
- فلوريد
- يود
- حديد
- مغنسيوم
- منغنيز
- موليبدنوم
- فسفور
- بوتاسيوم
- سيلينيوم
- صوديوم
- الزنك

#### حمض عضوي
- حمض الخليك
- حمض الليمون
- حمض اللبنيك
- حمض التفاح
- كولين
- حمض التورين

## الغذاء

### دليل الهرم الغذائي

الهرم الغذائي من عام 2005

- الهرم الغذائي النباتي
- الدهون
- الحليب
- اللحوم
- الفواكه (القائمة)
- الخضار (القائمة)
- الخبز والحبوب

## مفاهيم التغذية العامة
- خريطة مسار الأيض
- مكيف طبيعي
- ثلاثي فوسفات الأدينوسين
- إرهاق كظري
- Advanced glycation endproduct
- حمض اميني
- شهية
- منكهات
- محليات
- نقص الفيتامين
- أمن حيوي (سلامة بيولوجية)
- سكر الدم
- نسبة الدهون في الجسم
- مؤشر كتلة الجسم
- إفطار
- سعرة
- تحديد السعرات الحرارية
- سكريات
  - سكريات بسيطة
  - سكريات معقدة
- عامل مسبب للسرطان
- كوليسترول
- تسمم مزمن
- الدستور الغذائي
- منشط الذهن
- سكريات
- إدمان الطعام
- الكمية الغذائية المرجعية اليومية
- منتجات الالبان
- منطقة الخطر
- أمراض سوء التغذية
- قلي عميق
- إزالة السمية
- السكري
- حمية غذائية
  - ألياف غذائية
  - عنصر غذائي
  - مكمل غذائي
  - أخصائيو التغذية
  - إنقاص الوزن
  - طعام صحي
  - أخصائية التغذية
  - حمية صحية
- الهضم
- الجهاز الهضمي
- قناة هضمية
- العشاء
- جرعة
- عقار (مادة كيميائية)
- الكمية الغذائية المرجعية اليومية
- اضطراب الأكل
- ECA stack
- سعرات حرارية فارغة
- مشروب طاقة
- إنزيم
- مادة محسنة للأداء
- مركبات ضرورية (Essential)
  - حمض أميني ضروري
  - حمض دهني ضروري
  - معادن ضرورية
  - مغذيات ضرورية
  - Non-essential
  - فيتامين
- حمض دهني
- حمض دهني
- فيتامين
- بدعة النظام الغذائى
- مجاعة
- دهن
- فلافونويد
- ألياف غذائية
- تمرين
- طعام
- مضاف غذائي
- حساسية الطعام
- سلامة الغذاء
- Food and Nutrition Service
- بنك الطعام
- مرض منقول بالغذاء
- الرغبة الشديدة في الطعام
- الطاقة الغذائية
- بدعة النظام الغذائى
- دليل الهرم الغذائي
- مجموعات الغذاء
- اللوائح الخاصة بوضع الملصقات الغذائية في المملكة المتحدة
- سياسات الغذاء
- حفظ الأغذية
- معالجة الأغذية
- جهاز تحضير الطعام
- جودة الغذاء
- مصلحة سلامة الغذاء والمراقبة الأمريكية
- إنقاذ الطعام
- علم الغذاء
- أمن غذائي
- عدم تحمل الطعام
- Food Stamp Program
- وكالة المعايير الغذائية في المملكة المتحدة
- تخزين الغذاء
- مكمل غذائي
- تكنولوجيا الغذاء
- الجذور الحرة
- Freezer burn
- مفارقة فرنسية
- تجميد الطعام
- الفواكه
- الغذاء الوظيفي
- تدريبات اللياقة البدنية
- الاغذية المعدلة وراثيا
- غلوكوز
- جهاز قياس نسبة السكر بالدم (جهاز قياس نسبة السكر بالدم)
- اختلال تحمل الجلوكوز
- مؤشر جلايسيمي مؤشر جلايسيمي
- حمل جلايسيمي حمل جلايسيمي
- غلايكوجين
- هرمون النمو
  - Growth hormone releaser
- بروتين دهني مرتفع الكثافة
- الصحة
- وزن مثالي
- اعشاب طبية
- بروتين دهني مرتفع الكثافة
- نقص سكر الدم
- وزن مثالي
- سوء التغذية
- جورج دبليو. هارت
- التهاب
- إنسولين
- تشعع
- ايسوفلافون
- جول
- لاكتوفرين
- إطالة الحياة (إطالة الحياة)
- Lipotropic nutrients
- غذاء محلي
- لحوم
- علاج جرعات الفيتامينات الضخمة
- علاج جرعات الفيتامينات الضخمة
- مغذي أصغر
- عنصر غذائي
- دهون أحادية غير مشبعة
- Multimineral
- Multinutrient
- مطفر
- منشط الذهن
- الأغذية الوظيفية
- مغذي
- كثافة غذائية
- تأثير التغذية على الجينات (تأثير التغذية على الجينات)
- بطاقة المادة الغذائية
- تغذية الجينيات
- تغذية الحامل ترجم
- تغذية المرضعة
- قانون Nutrition Labeling and Education Act في أمريكا
- فسيولوجيا التغذية
- محظورات الطعام والشراب
- السمنة
- وزن مثالي
- الحمض العضوي
- غذاء عضوي
- العلاج بالتصحيح الجزيئي طب قائم على المعالجة بالتصحيح الجزيئي ترجم
- الوزن الزائد
- البسترة
- كيميائيات نباتية - Phytochemicals
  - مؤشر الكيميائيات الغذائية Phytochemicals index
- التغذية والحمل
- طب وقائي
- طليعة الهرمون هرمون
- بروستاغلاندين
- الكمية الغذائية المرجعية اليومية (RDA)
- الكمية الغذائية المرجعية اليومية (RDI)
- Salad bar
- دهون مشبعة
- بذرة (نبات)
- كربوهيدرات بسيطة
- هرمون النمو
- تجميد مفاجئ تجميد مفاجئ
- بهارات
- نشا
- سكر
- كبريتات
- سلفيت (كيمياء)
- مكمل غذائي
- بديل السكر
- علم المسوخ
- مولد حرارة
- علم السموم
- تأثير سمي
- سموم
- دهن تقابلي
- ثلاثي الغليسريد
- تبخير تحت التفريغ
- خضراوات
- فحص البصمة الغذائية (بصمة غذائية)
- تركيب الجسم
- إجهاد تأكسدي (Oxidative stress)

### الاجهزة المستعملة في علم التغذية
- تحليل المعاوقة الكهربائية البيولوجية
- جهاز مقياس امتصاص الأشعة السينية ثنائي البواعث (DEXA)
- inbody
- تانيتا
- غايا (توضيح)

### الحميات والانظمة الغذائية
- كمال أجسام
  - مكملات غذائية لبناء الأجسام
- تحديد السعرات الحرارية
- منشط الذهن
- مكمل غذائي
- ثمرية
- تغذية
- نظام غذائي منخفض الدهون
- التغذية والحمل
- حمية الغذاء الخام حمية الطعام النيء
- تغذية
- نباتية
- نزول الوزن
- تأثير اليويو

## الايض
- شبكة الأيض
- خريطة مسار الأيض
- نمذجة شبكة الايض نمذجة الشبكة الأيضية
- النواتج الأيضية الأولية
- النواتج الأيضية الثانوية
- مضاد الأيض Antimetabolite
- تحليل التحكم الأيضي تحليل التحكم الأيضي
- النواتج الايضية

## مقاييس انثروبولوجية
- مؤشر كتلة الجسم
- مؤشر حجم الجسم
- مؤشر شكل الجسم
- الدهون الحشوية
- الوزن المثالي
- مؤشر بيغنيت(بناء الاجسام)
- الطول
- محيط الرأس للاطفال
- محيط الرقبة
- محيط الصدر
- محيط الخصر
- محيط الفخذ
- محيط الرصغ
- وزن الولادة (الأطفال)
- مخطط نمو (الأطفال)
- شكل الجسم
- نسبة الدهون في الجسم
- مؤشر السمنة في الجسم
- نسبة الخصر إلى الورك
- Mid - Upper Arm Circumference

(MUAC)
- نسبة الوزن - العمر، (الأطفال)
- نسبة الطول - العمر، (الأطفال)
- نسبة الوزن - الطول، (الأطفال)
- Waist-to-height ratio
- Body adiposity index
- Bust/waist/hip measurements
- Corpulence index
- Lean body mass
- The Thin Ideal
- مؤشر استدارة الجسم

## الحبوب

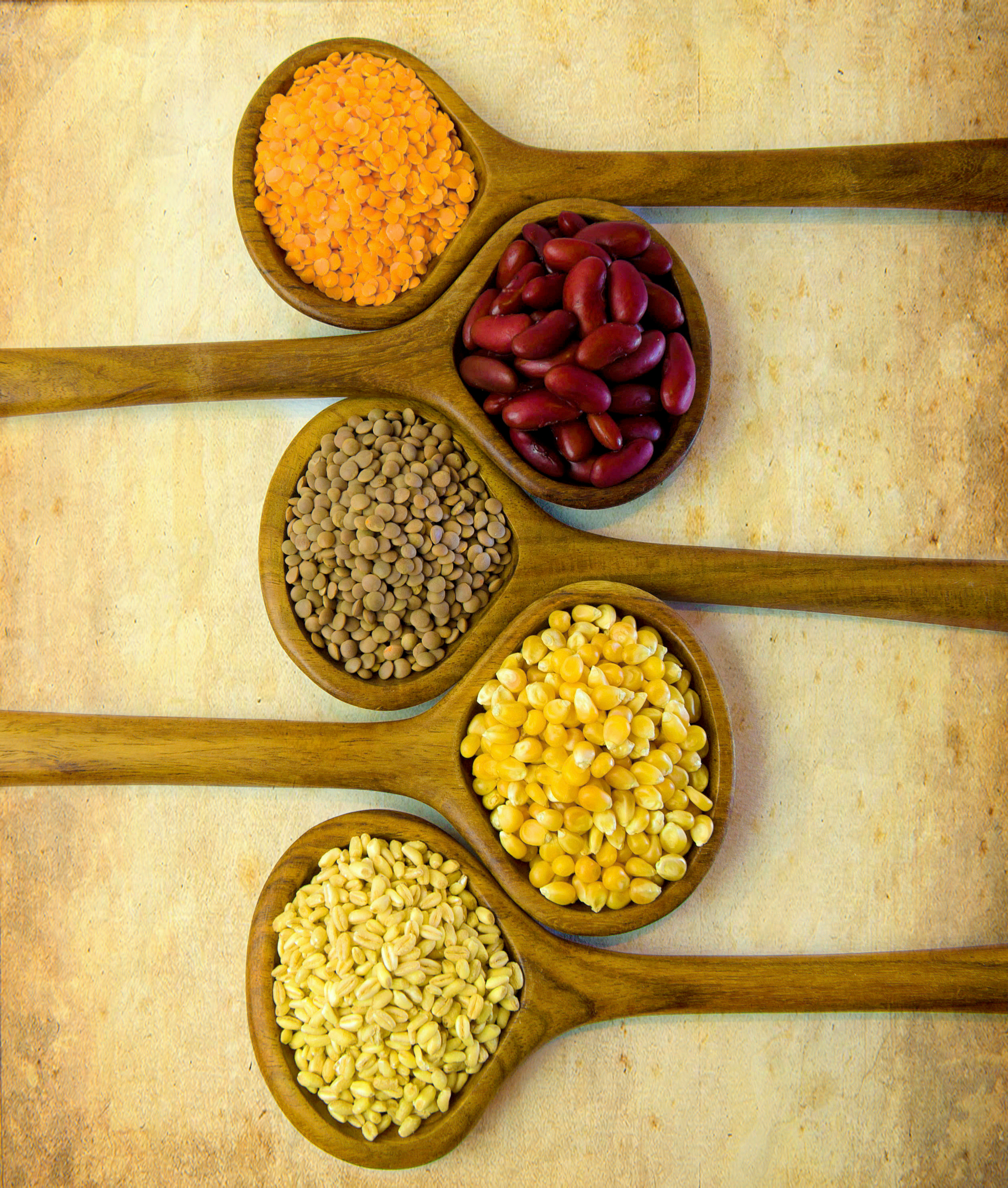
مجموعة من الحبوب

- القطيفة
- الشعير
- دمع أيوب
- السرمق
- الذرة|
- الدخن
- الشوفان
- سرمق برلنديري
- الكينوا
- الأرز
- الشيلم
- السورغم
- الحنطة
- قمحيلم (هجين القمح والشيلم)
- القمح
- الارز البري

### مشاكل التغذية
- نقص الفيتامين
- الانتقال الغذائي

#### مشاكل سلوكية
- اضطراب الأكل
  - نهم الطعام
  - نهام عصبي
- فرط التغذية فرط التغذية

### سياسة التغذية
- ضريبة الدهون (بالإنجليزية: Fat tax)
- الادعائات الصحية على علامة المعلومات الغذائية (بالإنجليزية: Health claims on food labels)

### المنظمات
- إدارة الغذاء والدواء (الولايات المتحدة)
- قانون الأغذية والأدوية
- وزارة الزراعة الأمريكية
- قائمة جمعيات التغذية في العالم
- هيئة الخدمات الصحية الوطنية (المملكة المتحدة)

## قوائم التغذية
- قائمة الحميات الغذائية
- قائمة المواد المضادة للاكسدة في الغذاء
- مجموعة فيتامين B
- قائمة من الوجبات الغذائية
- قائمة المضافات الغذائية
- قائمة الأطعمة التي تحتوي البروتين
- قائمة الفواكه
- قائمة من الأعشاب والتوابل
- قائمة الأمراض المتعلقة بسوء التغذية
- قائمة اللحوم الحيوانية
- قائمة المغذيات الدقيقة
- قائمة nootropics
- قائمة المواد الكيميائية النباتية في الغذاء
- قائمة البذور الصالحة للأكل
- قائمة الأعشاب والتوابل
- قائمة الخضروات

## التغذية والسرطان
- النظام الغذائي ومرض السرطان
- Nutritional Oncology (كتاب)
- التغذية والسرطان (مجلة) ترجم [الإنجليزية]
- lancet oncology (مجلة)
- كابتات المناعة

## التغذية في مراحل الحياة
- تغذية الحامل
- التغذية والحمل
- تغذية المُرضع
- تغذية الطفل سنة - خمس سنوات، 6-12 سنة
- تغذية مرحلة المراهقة (13-17 سنة)
- تغذية البالغين: 18 -30 سنه، 31 -65 سنه.
- تغذية المسنين (أكبر من 65 سنة)

## المواد الدراسية في الجامعات
- الخطط الدراسية لقسم التغذية في الجامعات
- المواد التي يدرسها طلبة التغذية أو تطرح في قسم التغذية (التغذية والغذاء)

(ملاحظة: المواد المذكورة ادناة لا تكون كلها في الخطط الدراسية للتوضيح انظر هنا)
مواد التغذية
- - مبادئ التغذية
  - تغذية متقدمة
  - التغذية واللياقة البدنية
  - التغذية العلاجية (diet therapy)
  - تخطيط الوجبات
  - الإرشاد التغذوي
  - التغذية خلال مراحل الحياة
  - نظم المعلومات التغذوية ترجم
  - إدارة النظم التغذوية
  - تغذية المجتمع
  - تقييم الحالة التغذوية
  - الغذاء والتغذية في حياتنا
  - تغذية الأطفال (Pediatric Nutrition)
  - تغذية الرياضيين ترجم
  - تغذية الأم والطفل
  - تغذيه الكبار والمسنين
  - تشريعات الصحة والتغذية

مواد الغذاء
- - مبادئ الغذاء
  - الأحياء الدقيقة والأغذية
  - كيمياء الغذاء
  - تحليل الأغذية
  - تحضير الأغذية
  - تعبئة وتغليف الاغذية
  - حفظ الأغذية
  - صحة وسلامة الأغذية
  - ضبط جودة الاغذية
  - إدارة المؤسسات الغذائية
  - التقانات الحيوية للاغذية

مواد مساندة
- - كيمياء حيوية
  - الاحياء الدقيقة
  - فسيولوجيا
  - علم الفيروسات وعلم المناعة
  - وبائيات غذائية
  - الأمن الغذائي والتغذية
  - نظم ادارة الجودة
  - علم الوراثة